# Валуйки
Валу́йки — город (с 1593 года) на юге европейской части России, административный центр Валуйского района (городского округа) Белгородской области.
Самый южный город Белгородской области. Расположен на высоком правом берегу реки Валуй, в 3 км от её впадения в реку Оскол, в 152 км к юго-востоку от Белгорода, в 15 км от границы с Украиной.

## Этимология
Назван по гидрониму (река Валуй).

## История

### Ранняя история
В результате археологической разведки к северу и югу от Валуек было обнаружено несколько кремнёвых мастерских эпохи позднего палеолита, неолита и бронзового века.
На территории Валуйского района существуют курганы катакомбной культуры. А в ходе различных археологических разведок были выявлены следы селищ, отмечены местонахождения керамики и погребения салтово-маяцкой культуры.

### Основание

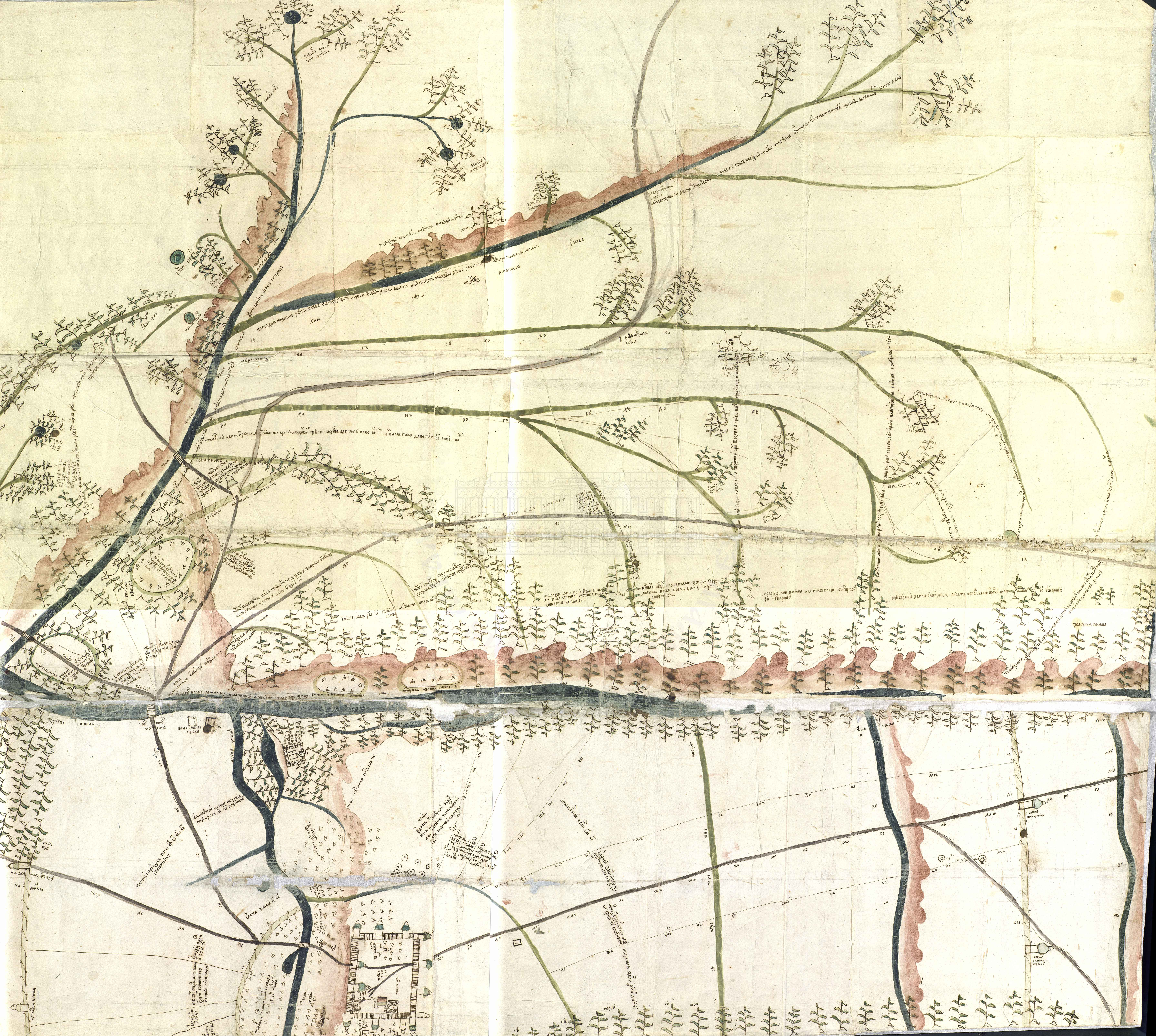
Чертёж города Валуйки и его окрестностей. 1687 год

Основан в 1593 году, в царствование Фёдора Иоанновича, как город-крепость на Муравском шляхе, при впадении реки Валуй в реку Оскол. Первая крепость исчезла при неизвестных обстоятельствах, которые предположительно связываются с одним из вторжений польской шляхты. В 1599 году на её месте была сооружена новая крепость Валуйка.

### XVII—XIX века
С XVII века являлся административным центром Валуйского уезда.
В XVII веке в Валуйки переселилась часть жителей из Царёв-Борисова, и длительное время существовали Цареборисовские слободы.
В 1633 году, во время Смоленской войны, Яков Острянин, гетман Войска Запорожского Низового, с отрядом в составе 3500 солдат разорил Валуйскую крепость (в короткий срок её отремонтировали).
Вторая Валуйская крепость сгорела 18 июня 1647 года. В том же году вместо сгоревшего города-острога, по приказу царя Алексея Михайловича, был построен земляной вал с деревянной стеной на нём.

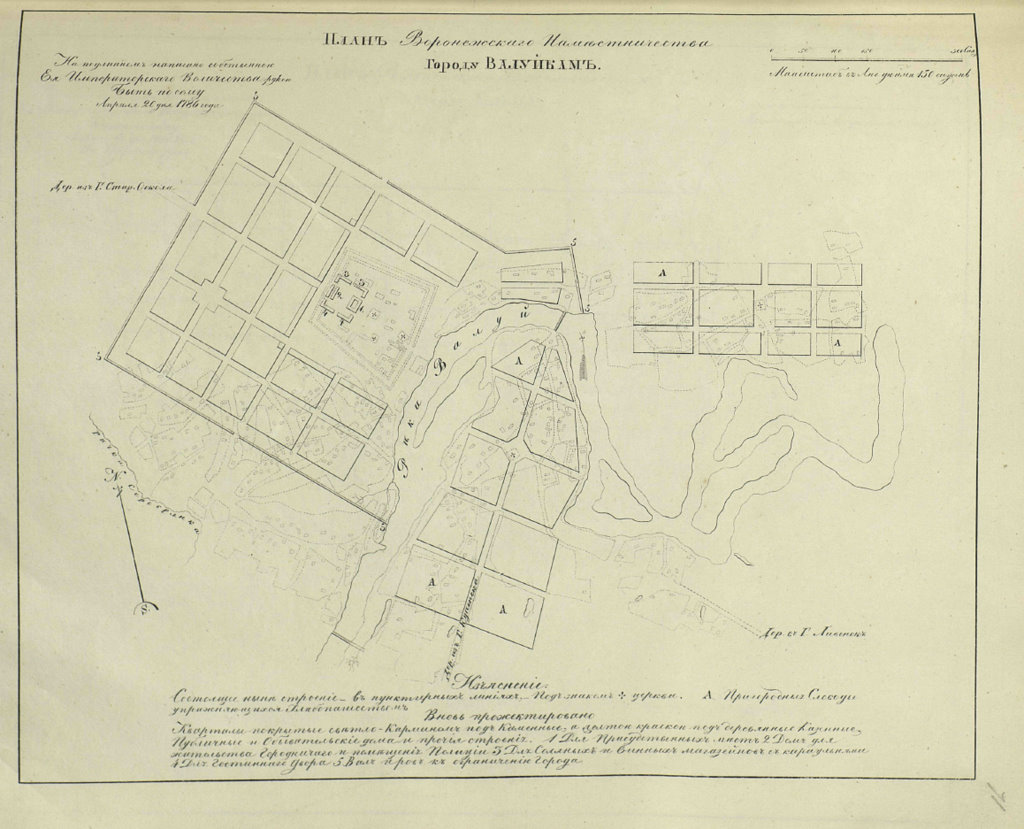
План города Валуйки 1786 года, созданный в рамках Градостроительной реформы

В 1658 году город посещал Степан Разин. Несколько лет спустя, во время Крестьянской войны 1670—1671 годов, Валуйки заняли сторону правительства.
В ту же эпоху город становится одним из отправных пунктов для Азовских походов. Во время первого из них Валуйки принимали армию при её возвращении из Азова, во время второго город был сборным пунктом сухопутных сил при подготовке и по окончании похода. Царь Пётр I, проезжая в 1695 году из Азова, останавливался в городе.
В 1708 году началось восстание Булавина, и Валуйки, как и ранее при восстании Разина, не выступили на стороне бунтовщиков. Город был одним из мест, куда направляли пленённых повстанцев, — в частности, в крепости под арестом находились сын и жена Булавина.
В марте 1713 года произошёл последний татарский набег.

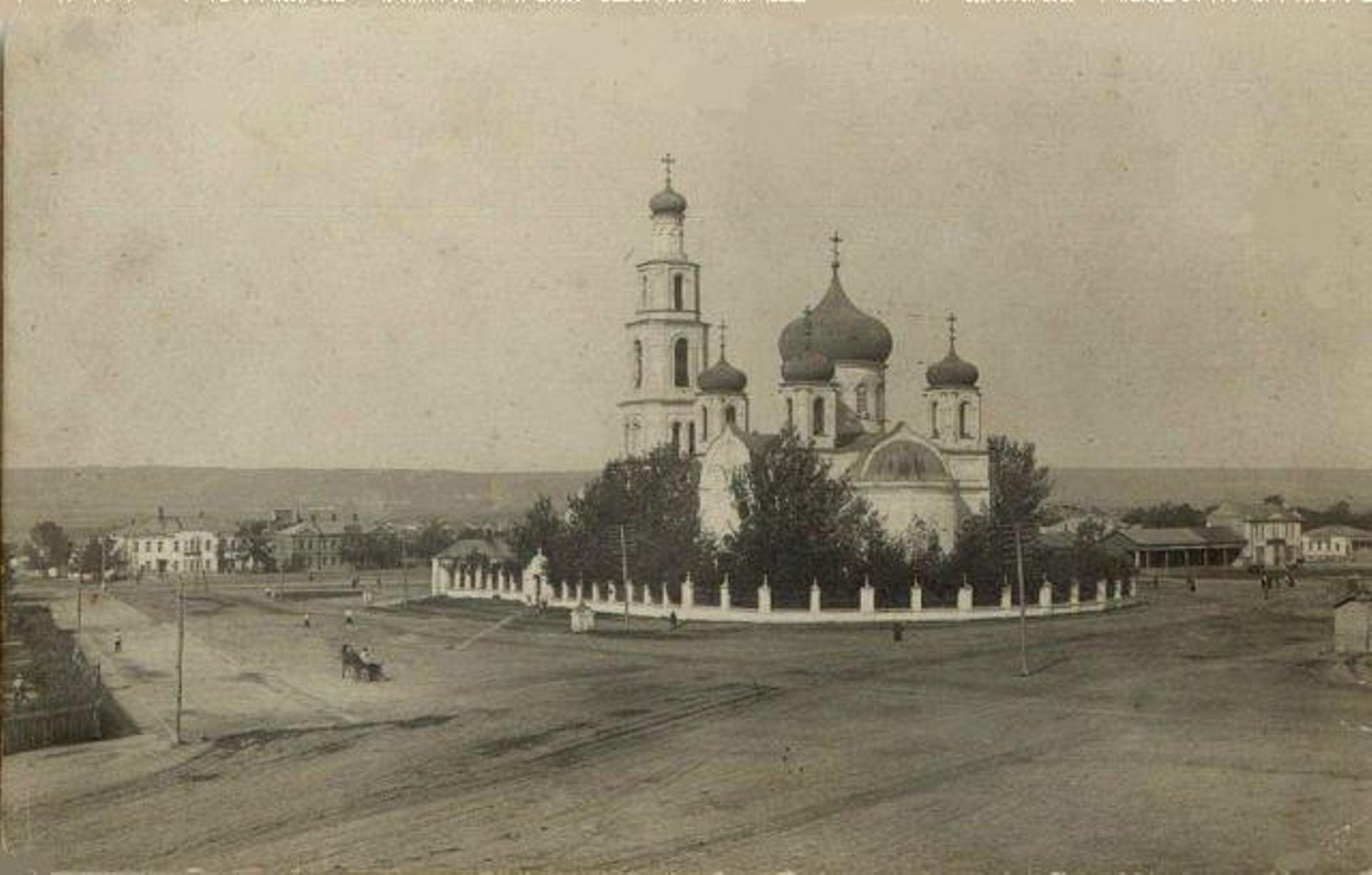
Владимирский собор. Фотография начала XX века

В 1786 году Воронежское наместничество в рамках Градостроительной реформы Екатерины Великой разработало новый план города.
К 1840 году была закончена постройка храма Святителя Николая Чудотворца. А 1853 году на средства прихожан возведён Владимирский собор (разрушен в 1932 году).
Во второй половине XIX века Валуйки начали несколько подниматься, после долгого периода застоя. Появились кустарные маслобойни, в 1867 году открылась женская прогимназия и возник банк. Проведение железнодорожных линий вдали от города не способствовало его развитию.
Однако к концу XIX века железная дорога всё-таки была построена (линии Харьков — Балашов и Елец — Валуйки), что несколько оживило экономику. Но вскоре промышленный кризис вновь подорвал намечавшийся подъём.

### XX век
Во время Первой русской революции Валуйки в целом заняли антиправительственную позицию. Но постепенно революционные настроения затухли.

Валуйки в предреволюционный период (1900—1917)
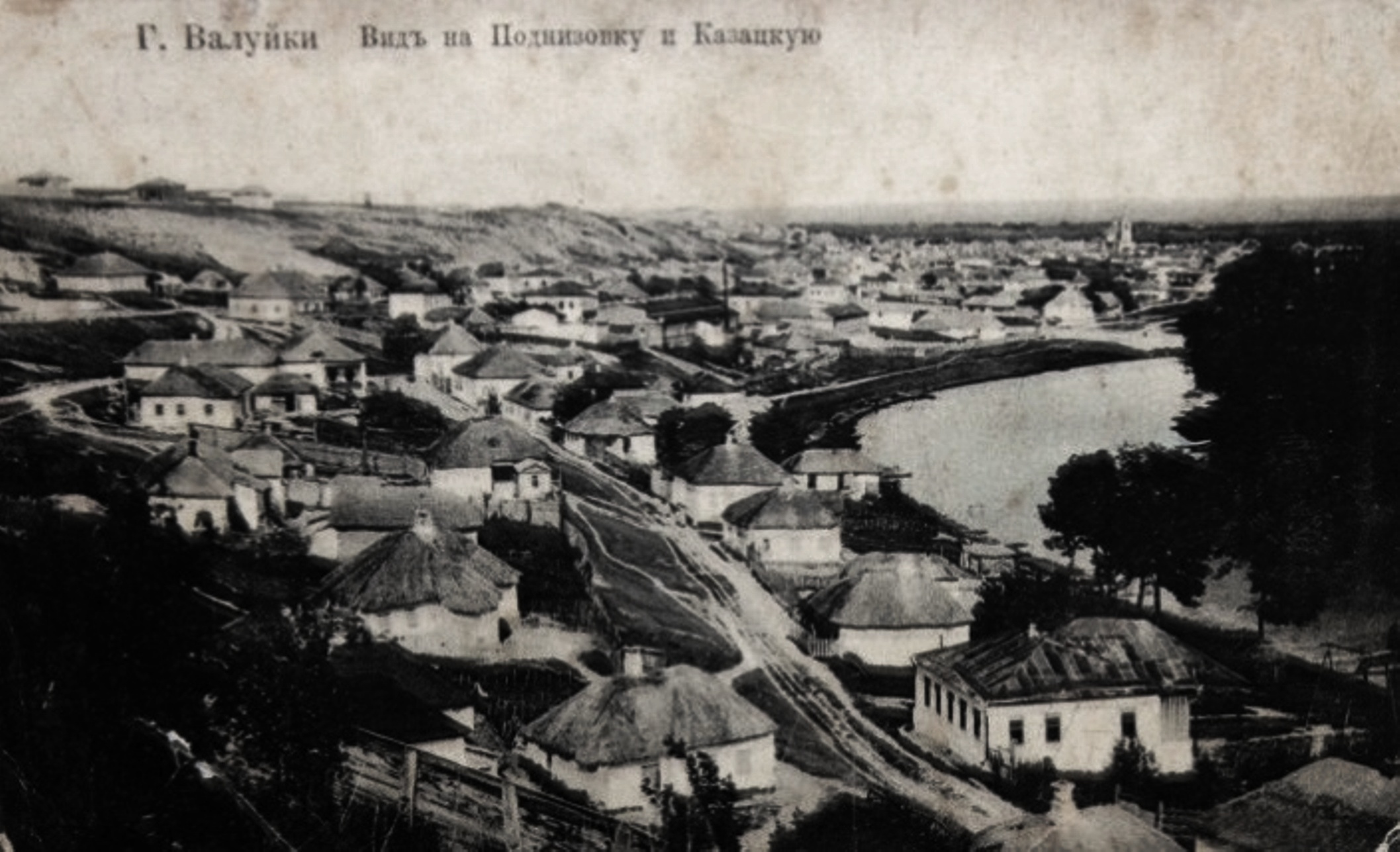
«Вид на Поднизовку и Казацкую»
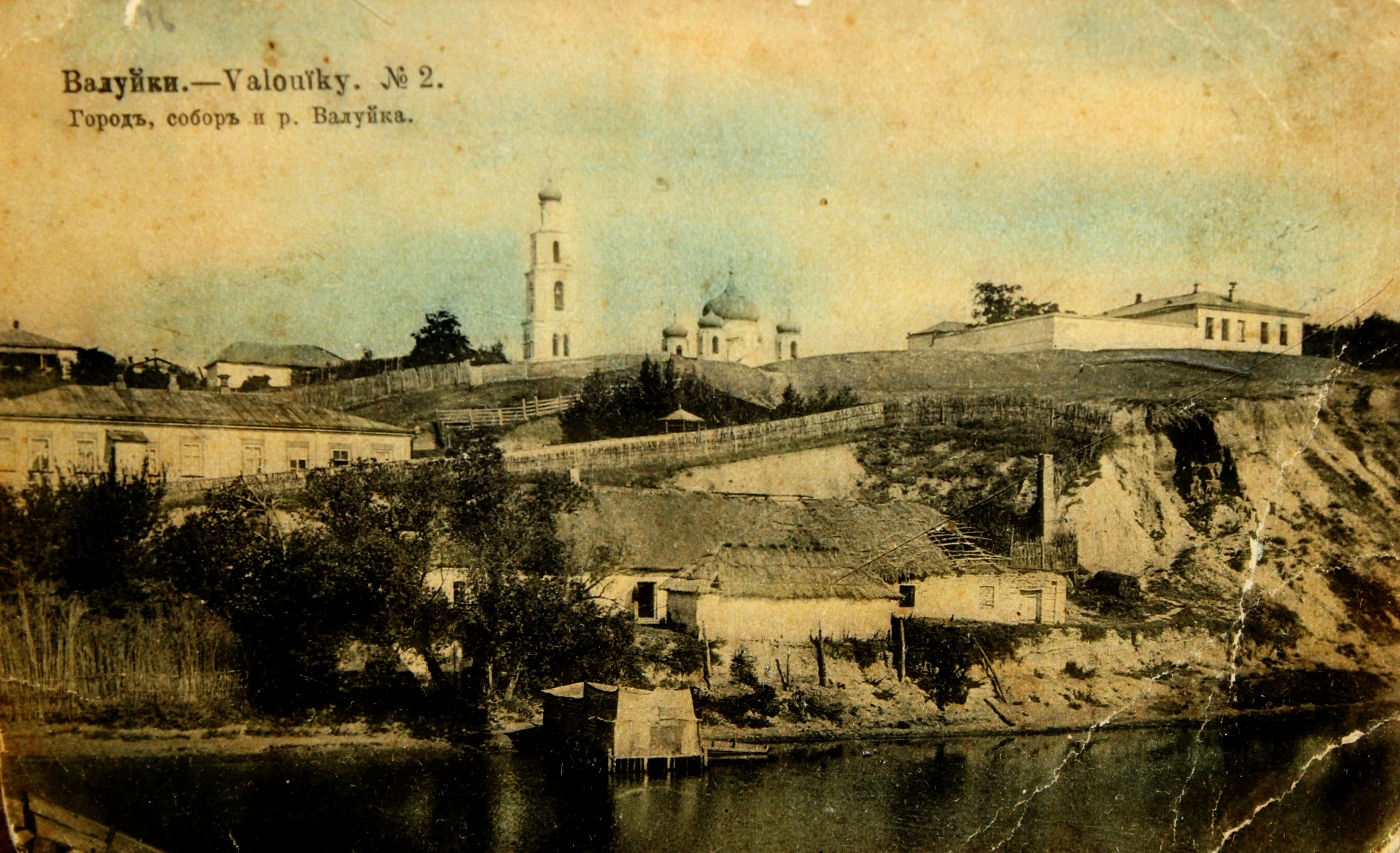
Вид на город и Владимирский собор
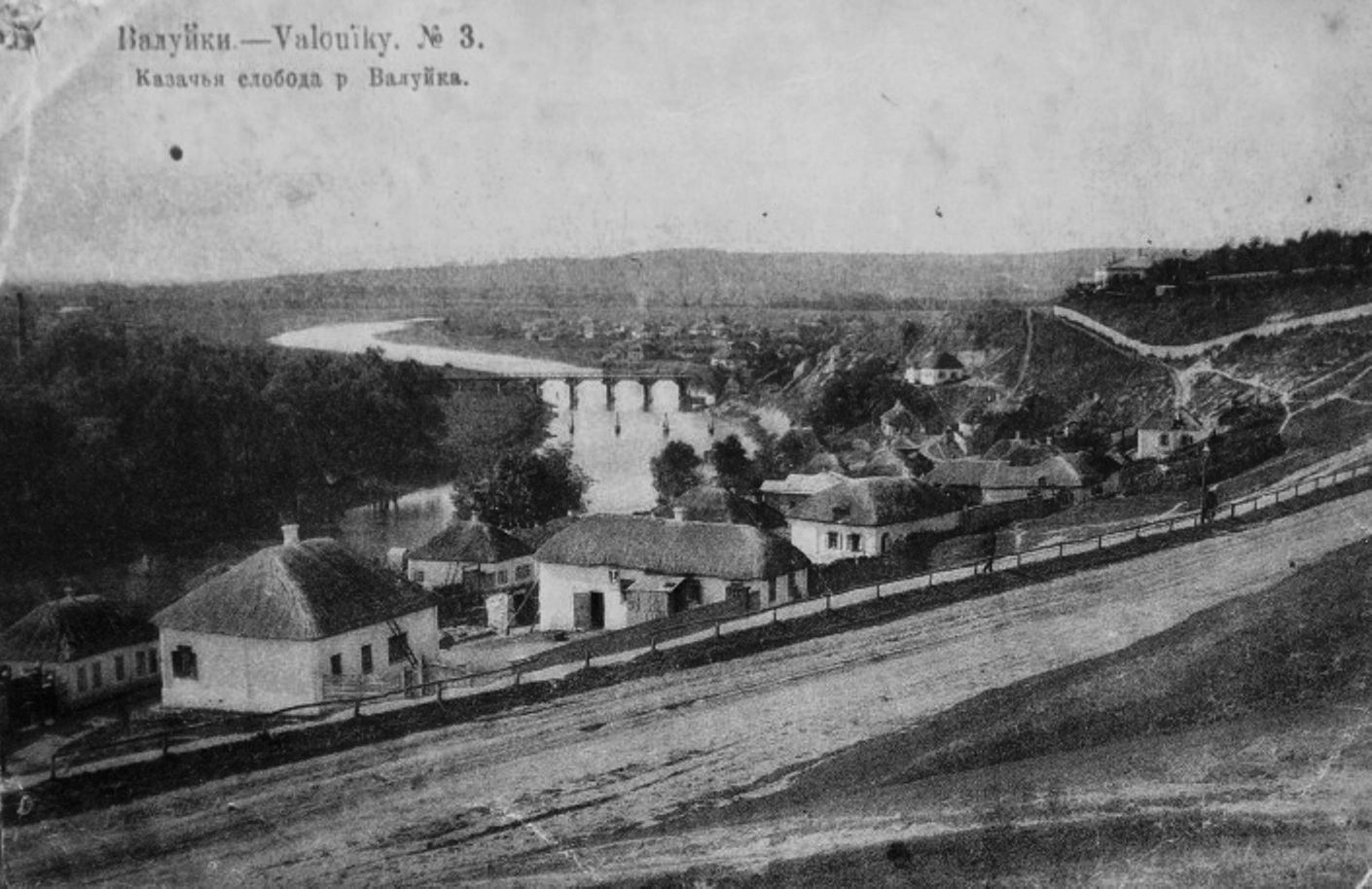
Казачья слобода (сегодня район улицы Луначарского)
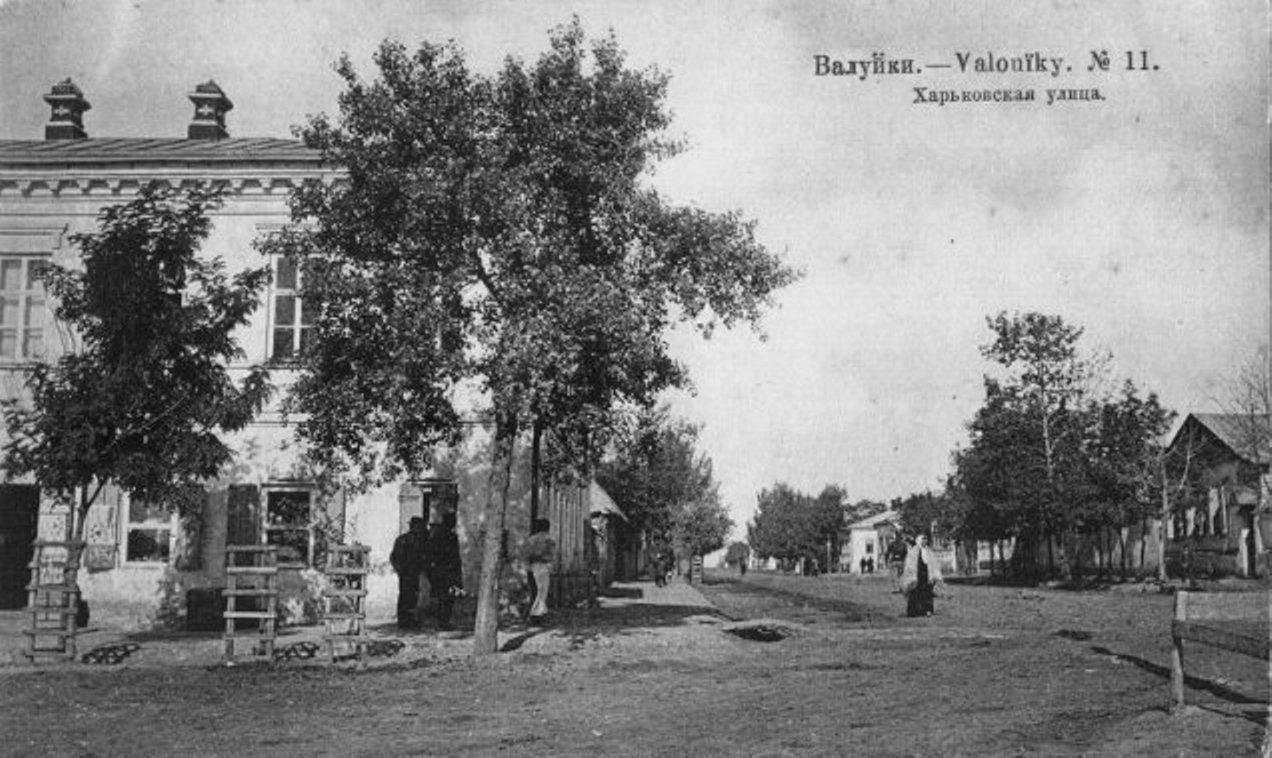
Харьковская улица (сегодня улица имени М.Горького)

В результате административной реформы в 1920-х уезд как административная категория был упразднён, поэтому с 1928 года город стал административным центром Валуйского района.
6 июля 1942 года советские органы власти и войска оставили город, оккупированный Нацистской Германией. 19 января 1943 года Валуйки были освобождены от гитлеровских войск советскими войсками Воронежского фронта в ходе Острогожско-Россошанской наступательной операции. Во время оккупации особенно сильно пострадал жилой фонд, но к 1956 году город был полностью восстановлен.
С 1954 года, после образования Белгородской области, город Валуйки и Валуйский район вошли в её состав.
1 февраля 1963 года город Валуйки был отнесён к категории городов областного подчинения, а городской Совет депутатов трудящихся был передан в подчинение Белгородскому областному Совету депутатов трудящихся.
В 1966 году в состав города вошёл посёлок городского типа Соцгородок, возникший в 1932 году как посёлок работников железнодорожного транспорта при сортировочной станции, паровозном и вагонном депо.

### Современный период
Город является одним из промышленных центров Белгородской области, притом преобладающей является пищевая промышленность. В 1990-е годы наблюдался незначительный прирост населения, сегодня его численность падает.
В 2009 году открылось муниципальное учреждение «Валуйский банно-оздоровительный комплекс».
С 2022 года в связи с вторжением России на Украину город подвергается обстрелам. По данным, собранным «Новой газетой. Европа» из Telegram-каналов губернаторов и СМИ, за осень и зиму 2022—2023 годов в результате обстрелов в городе погибло трое и пострадало 6 человек.

## География

### Географическое положение
| С-З |                              | Москва ~ 767 Воронеж ~ 250 |                               | С-В |
| З   | Белгород ~ 152 Харьков ~ 169 | Роза ветров                | Россошь ~ 134 Волгоград ~ 679 | В   |
| Ю-З |                              | Луганск ~ 257 Донецк ~ 339 |                               | Ю-В |

Город расположен в степной зоне на юге Среднерусской возвышенности. Он расположен на высоком правом берегу реки Валуй, в 3 км от её впадения в реку Оскол, в 152 км к юго-востоку от Белгорода, вблизи границы с Украиной. На сегодняшний день Валуйки занимают территорию между 50° 10’ и 50° 14’ северной широты; и 38° 05’ и 38° 10’ восточной долготы.

### Часовой пояс
Валуйки и Белгородская область, как и соседние области, относится к московскому часовому поясу (Moscow Time Zone, MSK/MSD). Смещение относительно Всемирного координированного времени UTC составляет +3:00 (MSD).

### Климат
Климат Валуек умеренный. Промерзание почвы в морозные годы до 70 см. Зима, как правило, с устойчивым снежным покровом, который образуется только в январе — феврале и высота которого может достигать 30 см; довольно часты оттепели, сопровождающиеся дождями (особенно в декабре). Лето тёплое, нередко жаркое (особенно в июле и первой половине августа). Многолетние средние температуры: январь — минус 6,9 °C, июль — плюс 20,8 °C. Осадков выпадает около 544 мм в год. В последние десятилетия количество осадков несколько увеличилось (около 580 мм в год), а зимы стали теплее (средняя температура января — минус 5,2 °С). Преобладающее среднегодовое направление ветра восточное. Абсолютный минимум температуры на территории Белгородской области был зарегистрирован в 1942 году именно в Валуйках (— 37,3 °C).
| Показатель                    | Янв.  | Фев.  | Март  | Апр. | Май  | Июнь | Июль | Авг. | Сен. | Окт.  | Нояб. | Дек.  | Год   |
| ----------------------------- | ----- | ----- | ----- | ---- | ---- | ---- | ---- | ---- | ---- | ----- | ----- | ----- | ----- |
| Абсолютный максимум, °C       | 10    | 14,7  | 21,3  | 30,1 | 36,1 | 37,4 | 38,7 | 39,5 | 33,5 | 29,5  | 18,5  | 12,2  | 39,5  |
| Средний суточный максимум, °C | −3,8  | −2,9  | 2,8   | 14   | 21,6 | 25,3 | 27   | 26,1 | 20,1 | 11,7  | 3,8   | −1,4  | 12,2  |
| Средняя температура, °C       | −6,9  | −6,4  | −1,1  | 8,5  | 15,3 | 19,1 | 20,8 | 19,4 | 13,7 | 6,8   | 0,8   | −4    | 7,3   |
| Средний суточный минимум, °C  | −10,1 | −9,7  | −4,6  | 3,4  | 8,8  | 12,6 | 14,5 | 13,1 | 7,9  | 2,6   | −2    | −6,8  | 2,6   |
| Абсолютный минимум, °C        | −37,3 | −34,7 | −34,8 | −14  | −4,5 | 0,6  | 3,5  | 0,8  | −5,6 | −12,6 | −22,7 | −32,1 | −37,3 |
| Норма осадков, мм             | 41    | 36    | 32    | 38   | 47   | 63   | 66   | 51   | 43   | 40    | 44    | 43    | 544   |
| Источник: Climatebase.ru      |       |       |       |      |      |      |      |      |      |       |       |       |       |

| Показатель                   | Янв. | Фев. | Март | Апр. | Май  | Июнь | Июль | Авг. | Сен. | Окт. | Нояб. | Дек. | Год |
| ---------------------------- | ---- | ---- | ---- | ---- | ---- | ---- | ---- | ---- | ---- | ---- | ----- | ---- | --- |
| Средняя температура, °C      | −5,2 | −5,2 | 0,2  | 9    | 15,1 | 19   | 20,8 | 19,5 | 13,7 | 7,5  | 0,6   | −4   | 7,6 |
| Норма осадков, мм            | 44   | 39   | 35   | 35   | 49   | 69   | 71   | 47   | 55   | 47   | 45    | 46   | 582 |
| Источник: ФГБУ «ВНИИГМИ-МЦД» |      |      |      |      |      |      |      |      |      |      |       |      |     |

### Геология
В регионе повсеместно встречаются мезозойские отложения, представленные породами юрской и меловой систем. К юрским отложениям принадлежат тёмно-серые глины, пески, песчаники и углистые прожилки. Образования меловой системы делятся на два отдела, из которых нижний — это пески, прослойки глин и алевритов, а верхний отдел — писчий мел.
Территория города является частью Оскольско-Северскодонецкого морфологического района, который представлен пологоволнистой равниной, слабо наклоненной с севера на юг. Местность расчленена оврагами и промоинами. Легкорастворимые меловые породы залегают близко к поверхности, поэтому интенсивно развиваются меловые карстовые воронки. К современным экзогенным геологическим процессам также следует отнести продолжающую расти овражно-балочную сеть.

### Гидрография

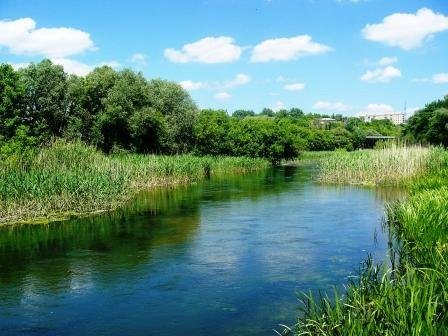
Река Валуй

В пределах города протекают река Оскол и её приток Валуй. Площадь водосборного бассейна реки Валуй — 1340 км², правый берег Валуя, на котором в XVII-ом веке располагалась крепость, возвышенный, местами обрывистый и крутой, левый — на всем течении реки — низменный, ширина реки нигде не превосходит 50 метров при глубине до метра. У Оскола водосборный бассейн — 14 800 км², что делает её одной из наиболее полноводных рек региона.
Эти реки, как и другие в Белгородской области, относятся к типу рек с преимущественно снеговым питанием, на долю которого обычно приходится 55-65 % годового стока. Они отличаются медленным течением, малыми уклонами, хорошо разработанными долинами с широкими поймами и надпойменными террасами.

### Почвы
Город лежит на типичных чернозёмах, пойменно-луговых и серых лесных почвах. В границах Валуйского района также есть выщелоченные, обыкновенные и карбонатно-меловые чернозёмы. Территория подвержена эрозии почв, как следствие, сокращается мощность гумусового горизонта, значит, и плодородие.

## Население
| 1614    | 1626    | 1630    | 1633    | 1645    | 1655    | 1676    | 1681    | 1697    | 1812    | 1816    |
| ------- | ------- | ------- | ------- | ------- | ------- | ------- | ------- | ------- | ------- | ------- |
| 646     | ↗774    | ↘675    | ↘566    | ↗716    | ↗1135   | ↗1586   | ↘1464   | ↗1732   | ↗2962   | ↗4027   |
| 1848    | 1856    | 1859    | 1890    | 1897    | 1913    | 1926    | 1931    | 1939    | 1959    | 1967    |
| ↗4194   | ↗4498   | ↗5278   | ↘4400   | ↗6698   | ↗7700   | ↗10 243 | ↘9700   | ↗18 747 | ↘18 068 | ↗26 000 |
| 1970    | 1979    | 1989    | 1992    | 2000    | 2001    | 2002    | 2003    | 2005    | 2006    | 2007    |
| ↗29 093 | ↗32 109 | ↗34 863 | ↗35 300 | ↗35 900 | ↘35 800 | ↘33 521 | ↗35 800 | →35 800 | →35 800 | ↗35 900 |
| 2008    | 2009    | 2010    | 2011    | 2012    | 2013    | 2014    | 2015    | 2016    | 2017    | 2018    |
| →35 900 | ↘35 667 | ↘35 322 | ↘35 300 | ↘34 924 | ↘34 627 | ↘34 437 | ↘34 296 | ↘34 104 | ↗34 679 | ↘34 118 |
| 2019    | 2020    | 2021    |         |         |         |         |         |         |         |         |
| ↗34 193 | ↘34 159 | ↘33 032 |         |         |         |         |         |         |         |         |

На 1 января 2025 года по численности населения город находился на 481-м месте из 1124 городов Российской Федерации.
Согласно итогам Всероссийской переписи населения 2010 года в городе насчитывается 17190 мужчин (48,7 %) и 18132 женщины (51,3 %).
По сравнению с 2000 годом — годом максимальной численности населения — численность населения сократилась на 2868 чел. (7.99 %).

## Символика

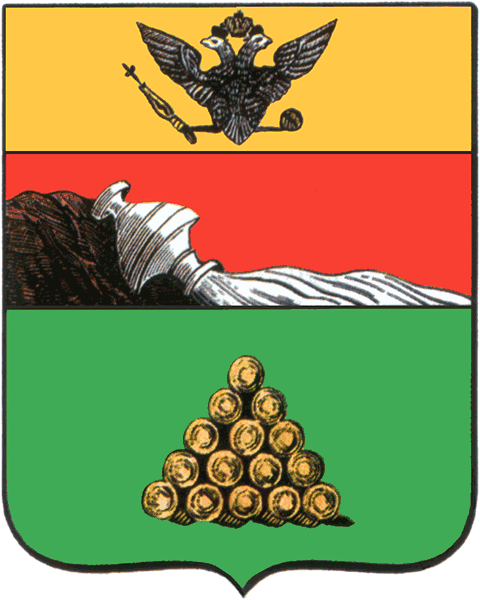
Герб Валуек (1781)

Город Валуйки и Валуйский район в соответствии с федеральным законодательством имеют свой герб, флаг, описание и порядок официального использования которых устанавливается нормативными правовыми актами Муниципального совета города Валуйки и Валуйского района.
Исторический герб Валуек утверждён 21 сентября 1781 года, восстановлен в 1859 году, повторно восстановлен 7 декабря 1995 года. Он представляет собой простой (неразделённый) щит французской формы и имеет следующее описание: «В зелёном поле пирамида из золотых яблок, в вольной части герб Белгородской области».
Флаг города и района был официально принят Муниципальным советом в 2012 году.

## Власть и политика
18 января 2012 года муниципальный совет города Валуйки и Валуйского района большинством голосов назначил на должность своего главы Алексея Ивановича Дыбова, ранее (с 2008 года) возглавлявшего Красненский район . На заседании депутаты рассмотрели две кандидатуры, прошедшие конкурсный отбор. До Алексея Дыбова эту должность занимал Иван Посохов, который выиграл выборы главы местного самоуправления в 2003 году, а затем был переизбран муниципальным советом в 2008 году, пока не сложил с себя полномочия в декабре 2011 года.
5 октября 2023 года Алексей Дыбов был переназначен в должности главы администрации муниципалитета на новый срок полномочий.

### Муниципальный совет и выборы местного уровня

Городское собрание III-го созыва после выборов 8 сентября 2013 года
Единая Россия: 16 депутатов
КПРФ: 1 депутат
Справедливая Россия: 1 депутат

13 октября 2003 года прошли досрочные выборы главы местного самоуправления города Валуйки и Валуйского района. В них приняли участие 44,44 % избирателей, вследствие чего выборы были признаны состоявшимися. По итогам голосования выиграл Иван Посохов, за которого было отдано 11 028 голосов (45,05 %) и который опередил своих противников, Юрия Аркатова, получившего 38,98 % голосов, и Николая Соболева, за которого отдали свой голос 3,52 % избирателей. При этом 2 070 избирателей (или 8,46 %) предпочли проголосовать «против всех вариантов», а 979 бюллетеней были признаны недействительными.
27 июля 2007 года городским собранием был принят устав, регулирующий работу муниципального совета города Валуйки и Валуйского района. Совет, состоявший из 32 человек, наделили полномочиями утверждать бюджет муниципалитета и вводить местные налоги и сборы. Ключевой особенностью совета был порядок его формирования: членами совета становились главы поселений, входящих в состав муниципалитета, и депутаты выборных органов (по одному депутату от каждого поселения). В скором времени, а именно в 2008 году, муниципальный совет переизбрал Ивана Посохова на должность главы города и района без выборов, подобных тем, что прошли в 2003 году.
До 2018 года у Валуек было собственное городское собрание, которое избиралось три раза и состояло из 20 депутатов. На выборах городского собрания третьего созыва, состоявшихся 8 сентября 2013 года, явка избирателей составила 64,28 %. Голосование проводилось по 5 избирательным округам. Два из них были пятимандатными, ещё два — четырёхмандатными. Один из избирательных округов был двухмандатным. По результатам выборов 18 из 20 мест в городском собрании заняли депутаты Единой России, при этом два из них сложили свои полномочия, так что потребовались довыборы. По одному месту досталось депутатам из КПРФ и Справедливой России.

### Создание Валуйского городского округа

Совет депутатов Валуйского городского округа I-го созыва
Единая Россия: 20 депутатов
КПРФ: 3 депутата
ЛДПР: 1 депутат
Справедливая Россия: 1 депутат

19 апреля 2018 года город Валуйки и все поселения, входившие в состав Валуйского района, были объединены в Валуйский городской округ. В рамках структуры администрации городского округа в сельской местности были образованы 18 территориальных администраций, которым подчинены 93 сельских населённых пункта, при этом напрямую городу Валуйки подчинены 3 сельских населённых пункта (сёла Агошевка и Новая Симоновка, а также хутор Кузнецовка).
В новообразованный Совет депутатов входят 25 лиц, при этом 12 из них избираются по двенадцати одномандатным округам, тогда как 13 — по единому избирательному округу. В числе прочего, Совет утверждает местный бюджет, распоряжается казённым имуществом, может устанавливать и отменять местные налоги и сборы, присваивает названия улицам, поддерживает в порядке дорожную сеть на отведенной ему территории. Он также обладает правом создавать музеи, высшие учебные заведения и формировать необходимые условия для национально-культурных автономий округа.

Карта одномандатных избирательных округов по состоянию на 2018 год

Предполагается, что жители Валуйского городского округа могут инициировать местный референдум, при этом решения такого референдума являются обязательными к исполнению, не нуждаются в утверждении какими-либо органами государственной власти; постановления и распоряжения администрации также не должны противоречить решениям местного референдума. Кроме того, жители округа могут выступить с правотворческой инициативой, проще говоря, предложить Совету депутатов принять новый правовой акт. Граждане обладают правом воздействовать на депутатов путем публичных слушаний. Такие слушания являются обязательными, если депутаты намерены внести изменения в Устав Валуйского городского округа. Также на слушания должны выноситься проект бюджета и отчет о его исполнении. Наконец, жители могут кооперироваться и создавать территориальные общественные самоуправления, удовлетворяя с их помощью социально-бытовые потребности и защищая свои интересы.
9 сентября 2018 года, в очередной единый день голосования, прошли выборы депутатов в Совет депутатов Валуйского городского округа первого созыва. По всем двенадцати одномандатным округам победили представители партии Единая Россия. По единому избирательному округу представители Единой России получили 59,44 % (15 321 голос), представители КПРФ — 22,8 % (5 877 голосов), ЛДПР удалось набрать 8,99 % (2 318 голосов), тогда как партия Справедливая Россия получила 5,76 % (1486 голосов). Соответственно, по итогам голосования члены партии Единая Россия в сумме получили 20 мест. Второй по численности партией стала КПРФ, занявшая 3 из 25 мест в Совете.

### Выборы регионального уровня
На выборах депутатов Белгородской областной думы VI-го созыва 13 сентября 2015 года были зарегистрированы существенные нарушения избирательного законодательства на одном из участков. В день голосования, с 12 до 15 часов, количество проголосовавших резко возросло с 17,16 % до 66,65 %. В данном росте усомнились член избирательной комиссии и наблюдательница, однако их жалобы были проигнорированы. Только после обращения КПРФ в избирательную комиссию Белгородской области голоса были пересчитаны, в ходе чего количество голосов, полученных Единой Россией, уменьшилось на 486. Областной избирком отдельно отметил «серьезные недостатки в работе избирательной комиссии муниципального района „Город Валуйки и Валуйский район“ при рассмотрении обращений, бездействие руководителей комиссии». От своих обязанностей были отстранены руководители и члены участковой избирательной комиссии. Её председателя привлекли к административной ответственности.

### Выборы федерального уровня
На выборах в Государственную Думу VI-го созыва, прошедших 4 декабря 2011 года в Валуйках и Валуйском районе, партия Единая Россия получила 49,43 % голосов избирателей, КПРФ — 23,4 % голосов, ЛДПР — 11,91 % голосов, а партия Справедливая Россия — 10,6 % голосов. В то же время объединённой демократической партии Яблоко удалось набрать 1,23 % голосов. Наиболее незначительный результат показали партии Патриоты России (0,96 % голосов) и Правое дело (0,4 %). Во время выборов члены участковой избирательной комиссии зарегистрировали нарушения на одном из участков, о чём сообщила пресс-служба регионального отделения КПРФ. С низкими результатами, полученными правящей партией на выборах, связывали уход в отставку главы района Ивана Посохова.
18 сентября 2016 года в Валуйках и Валуйском районе состоялись выборы в Государственную Думу VII-го созыва. По одномандатному избирательному округу победил член фракции «Единая Россия» Андрей Скоч, набравший 27 509 голосов. Голоса по федеральному избирательную округу распределились следующим образом:
| Итоги голосования по федеральному избирательному округу на выборах депутатов Государственной Думы VII-го созыва |              |                   |                              |                  |              |                       |                 |             |              |                  |              |                |                 |                     |
| Партия | Родина       | Коммунисты России | Пенсионеры за справедливость | Единая Россия    | Зелёные      | Гражданская Платформа | ЛДПР            | ПАРНАС      | Партия Роста | Гражданская Сила | Яблоко       | КПРФ           | Патриоты России | Справедливая Россия |
| Число голосов                                                                                                   | 313 (0,85 %) | 721 (1,95 %)      | 599 (1,62 %)                 | 21 507 (58,15 %) | 177 (0,48 %) | 57 (0,15 %)           | 5 885 (15,91 %) | 112 (0,3 %) | 152 (0,41 %) | 37 (0,1 %)       | 162 (0,44 %) | 5 585 (15,1 %) | 117 (0,32 %)    | 817 (2,21 %)        |
| Источник: Валуйская избирательная комиссия, ЦИК России.                                                         |              |                   |                              |                  |              |                       |                 |             |              |                  |              |                |                 |                     |

## Экономика
Учитывая то, что на территории района имеется хорошая сырьевая база для пищевой перерабатывающей промышленности, в городе функционируют следующие градообразующие предприятия: ООО «Русагро-Белгород», ОАО «Комбинат растительных масел», ОАО «Молоко», ОАО «Валуйский консервный завод», ОАО «Валуйский мясокомбинат», ОАО «Валуйский элеватор». Эти предприятия выпускают продукцию, которая поставляется во многие регионы России. Так, завод «Валуйкисахар», введённый в эксплуатацию в 1973 году и преобразованный в 2017-м в ООО «Русагро-Белгород», является одним из ведущих предприятий страны по переработке сахарной свёклы.
В городе также действует Валуйский ликёроводочный завод. Это одно из старейших предприятий России, основанное в 1887 году.
Другие отрасли промышленности представлены такими заводами, как кожевенный, кирпичный, литейно-механический и ООО «Валуйское предприятие „Металлоизделия“».

## Транспорт
В Валуйках находится крупный железнодорожный узел, включающий в себя станции Валуйки-Пассажирские и Валуйки-Сортировочные.
Имеется аэропорт, использующийся только для нужд сельхозавиации.

## СМИ

### Телевещание
- Первый Канал
- Россия 1 / ГТРК Белгород
- Домашний / Мир Белогорья
- НТВ
- ТВ Центр
- Пятый Канал
- Первый мультиплекс цифрового телевидения России

## Связь

### Интернет
- Ростелеком
- Интерком
- Интерсити

### Сотовая связь
- МТС
- Билайн
- МегаФон
- Tele2
- YOTA

## Достопримечательности

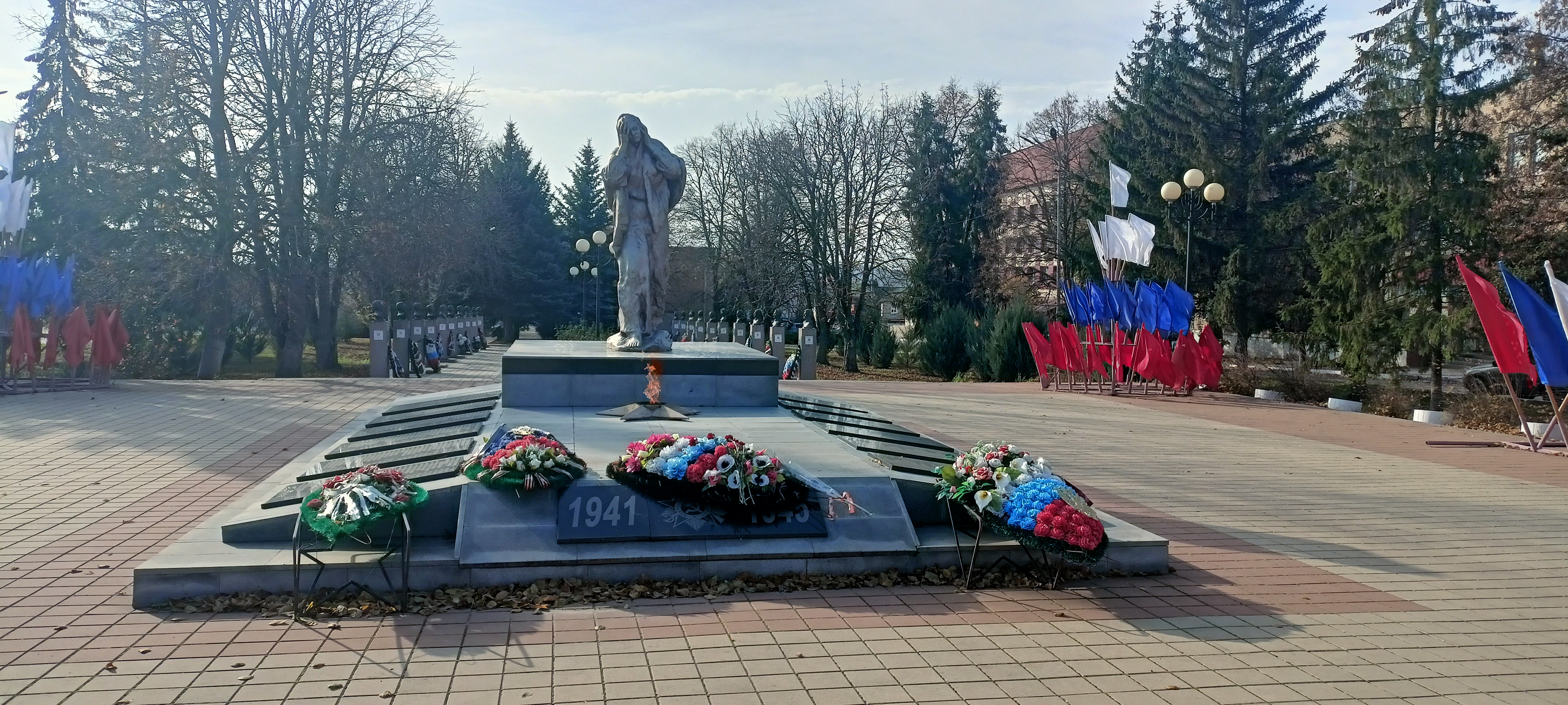

- Валуйский историко-художественный музей.
- Валуйский районный краеведческий музей.
- Дом-музей генерала армии Ватутина Н.Ф.
- Валуйский Успенский Николаевский мужской монастырь (со Свято-Николаевским собором).
- Храм Священномученика Игнатия Богоносца.
- Храм Святителя Николая Чудотворца.
- Аллея Героев с мемориалом «Скорбящая мать».